# عبدل‌آباد (مه‌ولات)
عبدل‌آباد، شهری در بخش مرکزی شهرستان مه‌ولات در استان خراسان رضوی ایران است.
این روستا در تاریخ ۲۷ تیر ۱۴۰۳ به شهر ارتقا یافت.

## موقعیت
عبدل‌آباد یکی از شهرهای شهرستان مه‌ولات است که در شمال فیض‌آباد، حدود ۲۰۰ کیلومتری جنوب مشهد واقع است.

## جمعیت
بر پایه سرشماری عمومی نفوس و مسکن در سال ۱۳۹۵، جمعیت شهر عبدل‌آباد برابر با ۵٬۶۱۸ نفر (۱٬۷۳۹ خانوار) بوده است.